# Associazione Calcio Como 1939-1940
Questa voce raccoglie le informazioni riguardanti  l'Associazione Calcio Como nelle competizioni ufficiali della stagione 1939-1940.

## Rosa
| N. |                   | Ruolo | Calciatore       |
| -- | ----------------- | ----- | ---------------- |
|    | Italia (bandiera) | A     | A. Bacchetta     |
|    | Italia (bandiera) | D     | Alessandro Banfi |
|    | Italia (bandiera) | A     | Luigi Barbieri   |
|    | Italia (bandiera) | D     | Eliseo Bellani   |
|    | Italia (bandiera) | D     | Ugo Beltrami     |
|    | Italia (bandiera) | P     | Ernesto Bondioli |
|    | Italia (bandiera) | A     | Dario Capiaghi   |
|    | Italia (bandiera) | D     | Luigi Cavadini   |
|    | Italia (bandiera) | C     | Carlo Cerutti    |
|    | Italia (bandiera) | P     | Mario Fontana    |
|    | Italia (bandiera) | C     | Fiorenzo Gaffuri |

| N. |                   | Ruolo | Calciatore         |
| -- | ----------------- | ----- | ------------------ |
|    | Italia (bandiera) | A     | Angelo Minoia      |
|    | Italia (bandiera) | D     | Renzo Moresi       |
|    | Italia (bandiera) | A     | Gianpaolo Panzeri  |
|    | Italia (bandiera) | D     | Italo Picchiottini |
|    | Italia (bandiera) | C     | Orlando Pontiggia  |
|    | Italia (bandiera) | C     | Vittorio Porta     |
|    | Italia (bandiera) | A     | Romolo Remigi      |
|    | Italia (bandiera) | C     | Antonio Sacchi     |
|    | Italia (bandiera) | C     | Giancarlo Sardi    |
|    | Italia (bandiera) | A     | Alfredo Taroni     |
|    | Italia (bandiera) | C     | Armando Varini     |